# Emilio Vázquez Gómez
Emilio Vázquez Gómez är en ort i Mexiko.   Den ligger i kommunen Tula och delstaten Tamaulipas, i den centrala delen av landet, 400 km norr om huvudstaden Mexico City. Emilio Vázquez Gómez ligger 1 166 meter över havet och antalet invånare är 110.
Terrängen runt Emilio Vázquez Gómez är varierad. Runt Emilio Vázquez Gómez är det glesbefolkat, med 10 invånare per kvadratkilometer. Närmaste större samhälle är Tula, 12,3 km sydost om Emilio Vázquez Gómez. Omgivningarna runt Emilio Vázquez Gómez är i huvudsak ett öppet busklandskap.